# Geneva School of Diplomacy and International Relations

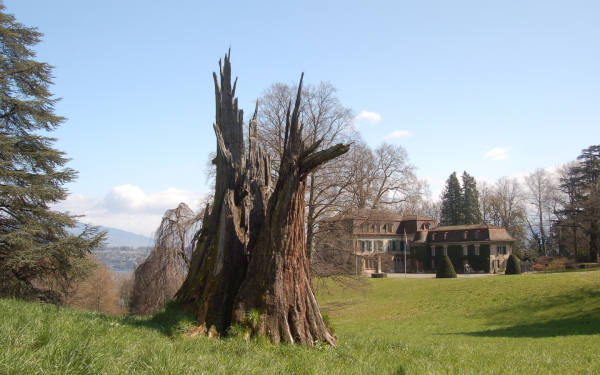
Das Gebäude der GSD am Genfersee

Die Geneva School of Diplomacy and International Relations (GSD) ist eine Privatschule und ein gewinnorientiertes Unternehmen mit Sitz in Pregny-Chambésy, Schweiz, das Bildungsangebote vertreibt und in den Medien aufgrund von Vorwürfen wegen fehlender akademischer Akkreditierung als Universität und übertriebener Darstellung von Partnerschaften mit ausländischen Universitäten kontrovers diskutiert wurde.

## Medienermittlungen
Eine Medienuntersuchung des Geneva Observer enthüllte 2022, dass die Geneva School of Diplomacy (GSD) eine von einem Dutzend Scheinuniversitäten und Diplomfabriken in Genf war, die sich durch „nicht anerkannte Diplome, schlechtes Management und zwielichtige Geschäftspraktiken“ auszeichneten. Eine zweite, ebenfalls 2022 veröffentlichte Untersuchung, diesmal von Swissinfo, wirft ebenfalls einen Schatten auf den Ruf der Genfer Schule. Eine dritte Medienuntersuchung von Radio Télévision Suisse ergab, dass die GSD zu den Schweizer Unternehmen gehörte, die „teure Ausbildungskurse anbieten, die von den Schweizer akademischen Behörden nicht anerkannt werden“.
Die GSD ist als Societate pe Acțiuni (auf Französisch: Société Anonyme) in der Schweiz eingetragen. Die GSD wird von der Schweizer Regierung nicht als Universität anerkannt. Der chinesische Gelehrte Xiang Lanxin bezeichnete die GSD als „Wild Chicken School“, ein chinesischer Ausdruck für etwas, das keine Lizenz besitzt.

## Akademische Programme
Die GSD bietet einen Bachelor-Studiengang (drei Jahre) zum Bachelor of Arts in International Relations sowie Graduierten- und Postgraduiertenstudiengänge zum Master of International Relations, Executive Master of International Relations and Doctor of International Relations an. Alle Kurse werden in englischer Sprache von Persönlichkeiten aus dem Bereich der Internationalen Organisationen und der Diplomatie gehalten. Der Universitätspräsident Colum Murphy ist ein ehemaliger Senior Officer der Vereinten Nationen in Genf und Bosnien-Herzegowina.

## Schwerpunkte
Die GSD ist auf folgende Themengebiete spezialisiert:
- Theorie der Internationalen Beziehungen
- Völkerrecht
- Geschichte
- Wirtschaft und Entwicklungspolitik
- Ausgewählte regionale Fallbeispiele
- Abrüstung und Sicherheitspolitik
- Sozial- und Kulturwissenschaft
- Spezialgebiete in Internationalen Beziehungen